# Lycodes hubbsi
Lycodes hubbsi es una especie de pez de la familia de los Zoarcidae en el orden de los perciformes.

## Hábitat
Es un pez de mar y de aguas profundas que vive entre 265- 890 m de profundidad.

## Distribución geográfica
Se encuentran en las Islas Kuriles y Japón.

## Observaciones
Es inofensivo para los humanos. 